# Czerniejewo
Czerniejewo este un oraș în Polonia.